# いちか
いちか（2012年6月6日 - ）は、日本のキッズモデル、アイドル。神奈川県横浜市出身。

## 経歴
いちかは、子供向けファッションブランド「lalan」のアンバサダーを務めている。また、スタジオ「ガーリーエンジェル」の公式アンバサダーとしても活動している。

## 人物
- 趣味は読書と映画鑑賞。
- 特技は歌とダンス。好きな食べ物はじゃがりこやグミ。

## 受賞歴
- Jr.Earth JAPAN 神奈川大会 リリー部門 グランプリ（2024年9月26日）
- Jr.Earth JAPAN 日本大会出場 (2024年12月18日）

## ファッションショー
- 原宿ランウェイ
- リトルカムデンファッションショー
- 九州コレクション
- Viewファッションショー